# 인민민족당

인민민족당, 민중국민당 또는 인민국가당은 자메이카의 사회민주주의 정당이다. 1989년부터 신자유주의적인 정책을 수용하여 비판받기도 하였다.